# 圣阿马杜
圣阿马杜（法語：Saint-Amadou，法語發音：[sɛ̃.t‿amadu]）是法国阿列日省的一个市镇，属于帕米耶区。

## 地理
圣阿马杜（43°6'41"N, 1°43'25"E）面积4.64 平方千米，位于法国奧克西塔尼大區阿列日省，该省份为法国西南部内陆省份，西部和北部与上加龙省接壤，东临奥德省，东南至东比利牛斯省接壤，南与安道尔和西班牙接壤。
与圣阿马杜接壤的市镇（或旧市镇、城区）包括：勒卡尔拉雷、吕迪耶斯、莱皮若勒、圣费利德图尔内加、拉图尔迪克里约。

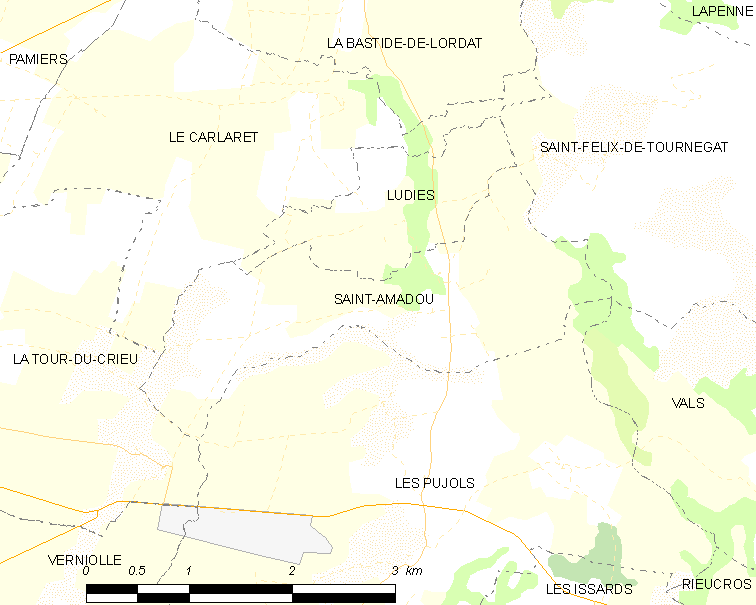
圣阿马杜的OSM定位图

圣阿马杜的时区为UTC+01:00、UTC+02:00（夏令时）。

## 行政
圣阿马杜的邮政编码为09100，INSEE市镇编码为09254。

## 政治
圣阿马杜所属的省级选区为帕米耶第二县。

## 人口

1962-2008年间圣阿马杜人口变化图示

圣阿马杜于2022年1月1日时的人口数量为272人。